# Cabure
Cabure é uma cidade venezuelana, capital do município de Petit.